# La defensa del Sampo
La defensa del Sampo (en finès: Sammon puolustus) és un quadre de 1896 del pintor finlandès nacionalista-romàntic Akseli Gallen-Kallela, que s'exposa al Museu d'Art de Turku. La pintura il·lustra un passatge del Kalevala, l'epopeia nacional finlandesa, compilada per Elias Lönnrot al segle xix. L'esbós es va finalitzar l'any 1894.
La dimensions de la pintura són 122 × 125 cm. L'escena retratada apareix a la runa 43 de l'èpica, on l'heroi Väinämöinen, empunyant una espasa, ha robat el preciós artefacte Sampo de la bruixa malvada Louhi, i ella, després d'haver pres la forma d'un ocell gegant, està tractant de recuperar-lo. La lluita pel Sampo té una connotació més profunda com una batalla per l'ànima de Finlàndia.

## Recepció
Quan la pintura es va exhibir per primera vegada, va rebre una gran atenció i va ser considerada com la millor peça de Gallen-Kallela. La visió de l'autor sobre Väinämöinen, com un guerrer, es va veure com un trencament radical de la típica representació com un savi vell de barba grisa. A la pintura, el llarg pèl i barba blanca de Väinämöinen contrasten amb el seu cos fort i musculós.
La pintura va ser originalment encarregada per un ric mecenes de Hèlsinki, Salomo Wuorio, per al seu saló menjador. Segons Gallen-Kallela, no obstant això, l'acord es va trencar de manera amistosa quan la seva dona va tenir una reacció extremadament negativa en veure l'obra acabada. Posteriorment, l'Associació de les Arts de Turku (Turun taideyhdistys) va comprar l'obra per 4000 marcs.
Gallen-Kallela va crear una còpia fidedigne de l'obra en un fresc per a la galeria finesa de l'Exposició Universal de París (1900), que va ser destruïda al final de l'esdeveniment. L'esbós de 146 × 152 cm. traçat sobre paper, un any abans, encara es conserva i pertany a les col·leccions del museu d'art Ateneum. L'any 1928 va crear una segona còpia, aquesta pel Museu Nacional de Finlàndia, situat a Hèlsinki, on hi roman a dia d'avui de 2020.